# Mark Davies
Mark Nicholas Davies (Wolverhampton, 1988. február 18. –) angol labdarúgó, a Bolton Wanderersben játszik, középpályásként.

## Pályafutása

### Wolverhampton Wanderers
Davies a Wolverhampton Wanderers ifiakadémiáján kezdett futballozni. 2005-ben, 17 évesen kapott profi szerződést a csapattól. 2005. augusztus 20-án, a Leeds United ellen mutatkozott be a felnőttek között, ezután egyre gyakrabban lépett pályára, a szezon végére pedig már állandó kezdővé vált. A következő idény már nem alakult ilyen jól a számára, porcsérülése miatt sokáig nem játszhatott, majd egy vállsérülés nehezítette a dolgát.
A 2008/09-es szezon előtti felkészülés során, egy barátságos meccsen tért vissza a pályára. 2008. november 27-én kölcsönben a harmadosztályú Leicester Cityhez igazolt. Csak egy hónapig maradt volna, de olyan jól teljesített, hogy szerződését 2009. február 1-jéig meghosszabbították.

### Bolton Wanderers
Davies 2009. január 26-án ismeretlen összeg ellenében a Bolton Wanderershez igazolt. Négy és fél évre írt alá a fehér mezesekkel. Két nappal később, a Blackburn Rovers ellen debütált. Január 31-én, a Tottenham Hotspur ellen kezdőként kapott lehetőséget. Első gólját augusztus 25-én, egy Tranmere Rovers elleni Ligakupa-meccsen szerezte.

## Külső hivatkozások
- Mark Davies pályafutásának statisztikái a Soccerbase oldalon (angolul)

- Mark Davies adatlapja a Bolton Wanderers honlapján
- Mark Davies adatlapja a FootballTalentspotter.com-on

## Fordítás
- Ez a szócikk részben vagy egészben  a   Mark Davies (footballer) című angol Wikipédia-szócikk fordításán alapul.  Az eredeti cikk szerkesztőit annak laptörténete sorolja fel. Ez a jelzés csupán a megfogalmazás eredetét és a szerzői jogokat jelzi, nem szolgál a cikkben szereplő információk forrásmegjelöléseként.